# 남양전씨 종중 문서 일괄
남양전씨 종중 문서 일괄(南陽田氏 宗中 文書 一括)은 대한민국 충청남도 논산시 성동면 우곤리에 있는 조선시대의 문서류이다. 1981년 7월 15일 대한민국의 보물 제727호로 지정되었다.

## 개요
남양전씨 종중 문서 일괄(南陽田氏 宗中 文書 一括)은 남양 전씨 종중에 전해 내려온 문서들로 남양 전씨 6대에 걸친 왕지 및 교지, 호적단자와 유서 등이다.
문서의 연대는 태종 16년(1416)에서 명종 20년(1565)까지 해당하는 것으로 전흥에게 태종이 내린 왕지 1건, 교지 1건, 전가생의 교지 2건, 전지의 교지 1건, 전우평의 교지 1건, 그리고 전화가 장자인 전경업에게 봉사조(조상의 제사를 받드는 조건)로 물려준 전답 및 노비를 나누어 준 기록 등 8건이 있고, 호적단자는 숙종 28년(1702)에 작성된 전유성의 것 3장이다.
이 문서들은 8건 27매를 일괄하여 지정한 것으로, 왕지 및 교지 2건은 조선 전기의 왕지와 교지의 문서양식을 알아볼 수 있도록 하는 귀중한 자료이며, 전답과 노비의 분금기인 유서는 당시의 가족제도 및 사회경제사 연구의 자료로 활용될 수 있다고 평가된다.

## 참고 자료
- 남양전씨 종중 문서 일괄 - 국가유산청 국가유산포털